# Bordatini
Bordatini è un'opera di Severino Ferrari edita nel 1885 per l'editore Gustavo Morelli di Ancona e poi rifusa nel volume Versi. Raccolti e ordinati, uscito a Modena per l'editore Sarasino nel 1892.

## L'opera
Nel libro si sperimenta la contaminazione di colto e popolare: il metro è popolare (si vedano i rispetti, le ballate e i madrigali) e lo sono pure gli argomenti (si veda il tema della mattinata); tuttavia è esercitato il filtro letterario: molte sono le citazioni e le immagini desunte dalla tradizione lirica italiana.
Il libro, secondo Cesare Federico Goffis «il capolavoro del Ferrari» , fu seguito l'anno dopo da Il secondo libro dei Bordatini e questo testimonia un certo successo. Il termine bordatini rimanda a un'umile stoffa in uso nell'Ottocento e vuol quindi evidenziare, sin dall'inizio, un tono umile e dimesso: in fondo, sono le stesse motivazioni che portarono Giovanni Pascoli a intitolare un suo libro Myricae. D'altra parte, la critica ha spesso messo in luce questa consonanza fra l'opera del Ferrari e quella del suo amico Pascoli, tant'è che Giorgio Luti scriveva che i due volumi dei bordatini «non mancheranno di suscitare notevoli consonanze pascoliane»..
La raccoltina  piacque anche al maestro del Ferrari, Giosuè Carducci che la recensiva con favore nella «Nuova Antologia», scrivendo che benché ci fosse qualche strampalatezza qua e là, pure c'erano freschezza d'immagini e di sentimenti fiorenti.. Lo stesso Carducci rimase favorevolmente impressionato dalla poesia Un bel raggio di sole, tanto da affermare che «un Petrarca redivivo [l'] avrebbe apprezzata» .
Molte delle poesie incluse nell'opera erano state mandate dal Ferrari a ''Giovanni Pascoli'' affinché ne desse un parere. Gli autografi sono conservati a Casa Pascoli a Castelvecchio.

### Edizioni
- S. Ferrari, Bordatini, Ancona, Morelli, 1885.

#### Edizioni commentate
- S. Ferrari, Tutte le opere, a cura di Furio Felcini, Bologna, Cappelli, 1966.
- S. Ferrari, Bordatini, a cura di Claudio Mariotti, Lanciano, Carabba, 2012.

### Saggi sull'opera
- M. Marinelli, La poesia di Severino Ferrari, Milano, Studio editoriale lombardo, 1915.
- C. De Margherita, Severino Ferrari, in S. Ferrari, Antologia, a cura di C. De Margherita, Genova, Formiggini, 1914, pp. 11–33.
- F. Felcini, Introduzione, in S. Ferrari, Tutte le poesie, a cura di F. Felcini, Bologna, Carocci, 1966, pp. 5–93.